# ツユベラ
ツユベラ (Coris gaimard) は、ベラ科に属す海水魚である。成魚は体側に青い斑点があり、幼魚は赤色で黒色で縁取られた白色の斑紋がある。

## 分布
日本国内では、伊豆諸島、小笠原諸島及び沖ノ鳥島、三浦半島、高知県柏島、屋久島、琉球列島、南大東島、尖閣諸島に分布する。伊豆半島、和歌山県串本町、男女群島では幼魚のみが見られる。
国外では、台湾、東沙諸島、西沙諸島、南沙諸島、ココス諸島以西の東インド洋、マルキーズ諸島やイースター島を除く太平洋。

## 形態
全長は30cm程度。

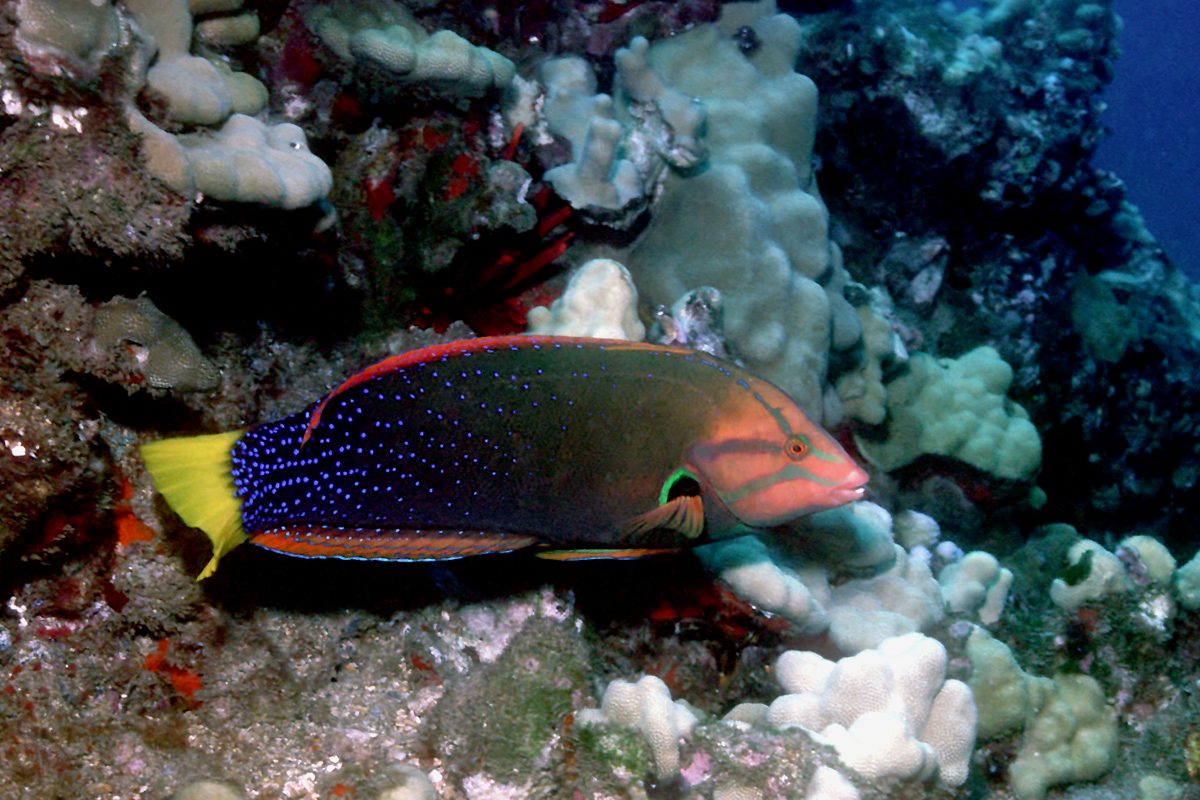
成魚。

背鰭は9棘12～13軟条、臀鰭は3棘12～13軟条。側線は連続する。
幼魚は全身が赤く、背部に黒い縁取りのある白い斑紋がある。岩陰の小さな砂溜まりに単独でじっとしていると、この斑紋が砂と同化し、目立たなくなる。このような幼魚の独特の模様は外的から身を守るのに適した模様と考えられる。尾鰭基部は黒色で縁取られ、それもまた白色で縁取られる。尾鰭は透明。
若魚は幼魚で見られる白色斑が薄く、尾鰭は黄色。尾柄から前方の体側へ青色斑点が広がる。
成魚は頭部に紺碧色の隈取り模様がある。尾鰭の先端は黄色。胸鰭の基部は紺色。体側に多数の青色斑点がある。
成魚の雌は雄より青い斑点が尾鰭側に集中する。
成魚の雄は婚姻色として体側に1本の黄色横帯がある。大型の雄は顔が青っぽく、背鰭の第1棘が著しく伸長する。

## 生態
浅いサンゴ礁の礁斜面や水路、浅い岩礁、転石砂礫底で見られる。危険を感じたときは砂に潜る。夜間は砂に潜り眠る。
エビやカニを好んで食べる。

## 利用
幼魚は観賞魚として人気である。

## ギャラリー

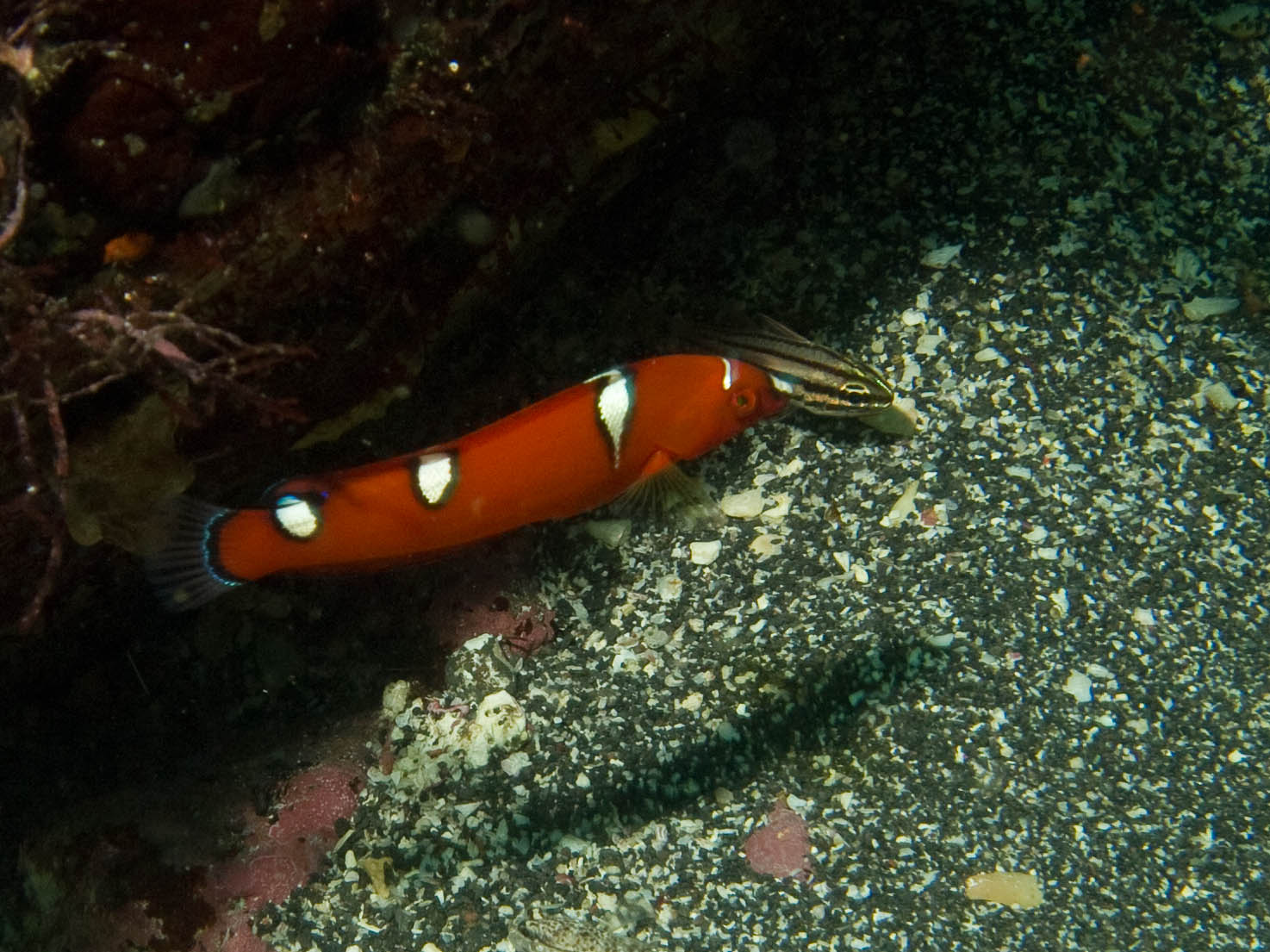
伊豆で撮られた幼魚。
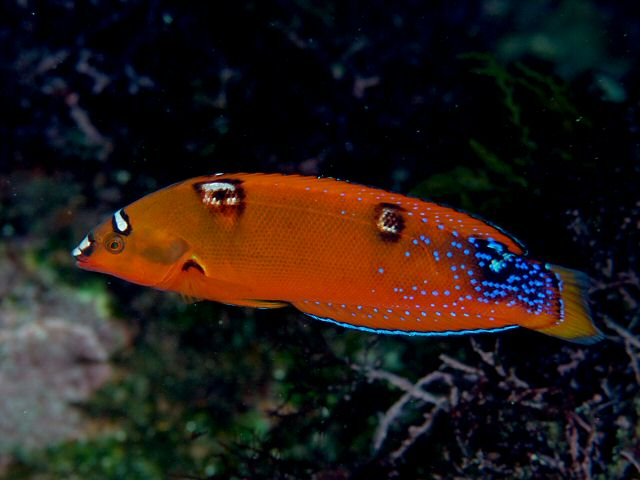
若魚。
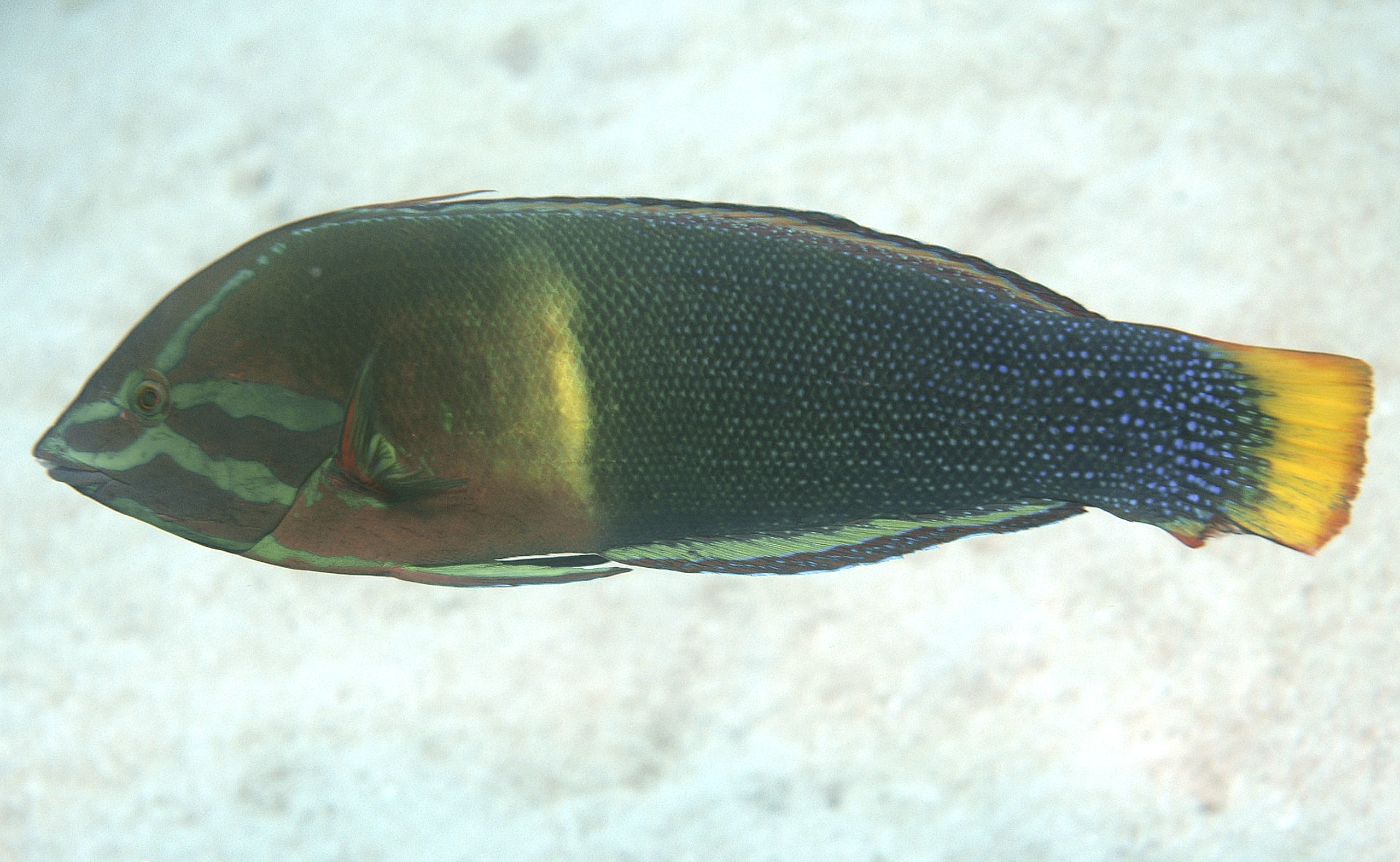
雄の成魚。
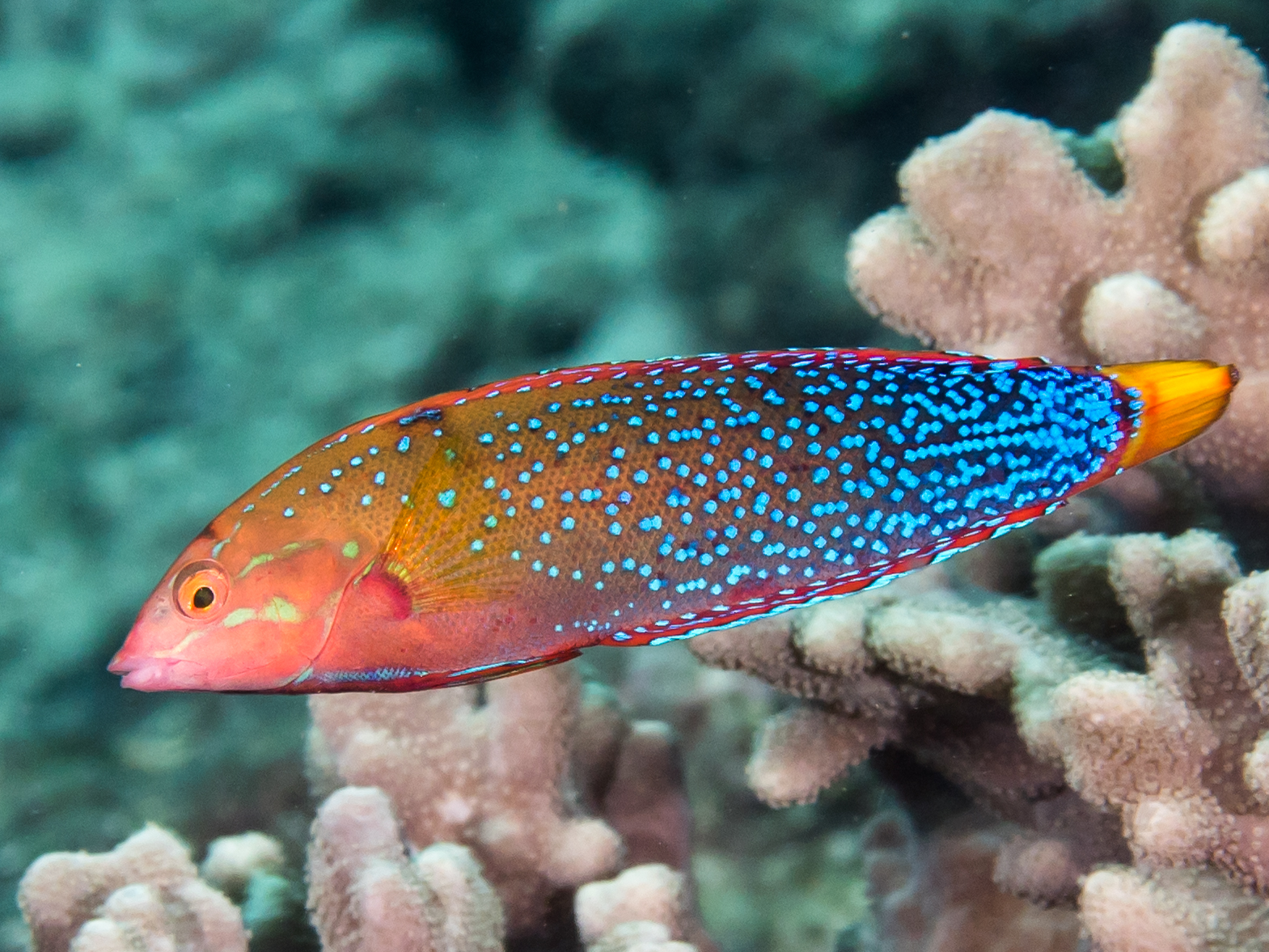
雌の成魚。
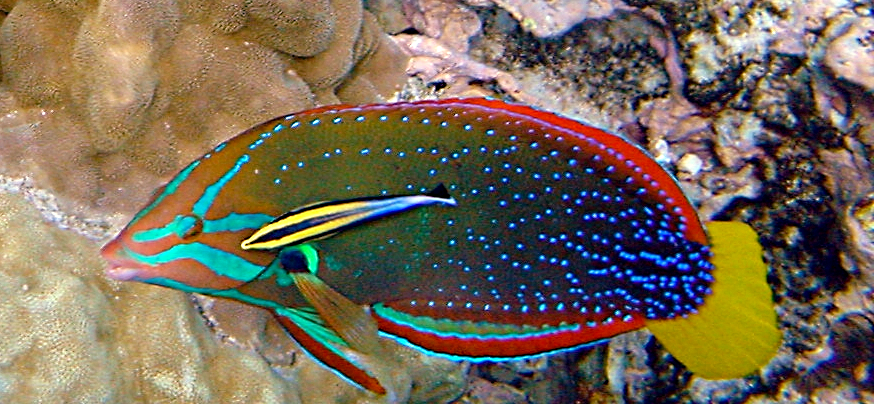
ホンソメワケベラにクリーニングされている様子。